# Барон-сюр-Одон
Баро́н-сюр-Одо́н (фр. Baron-sur-Odon) — коммуна во Франции, находится в регионе Нижняя Нормандия. Департамент коммуны — Кальвадос. Входит в состав кантона Эвреси. Округ коммуны — Кан.
Код INSEE коммуны — 14042.

## Население
Население коммуны на 2010 год составляло 842 человека.
| 1962 | 1968 | 1975 | 1982 | 1990 | 1999 | 2010 |
| ---- | ---- | ---- | ---- | ---- | ---- | ---- |
| 267  | 313  | 446  | 579  | 616  | 625  | 842  |

## Экономика
В 2010 году среди 547 человек трудоспособного возраста (15—64 лет) 432 были экономически активными, 115 — неактивными (показатель активности — 79,0 %, в 1999 году было 68,0 %). Из 432 активных жителей работали 407 человек (204 мужчины и 203 женщины), безработных было 25 (12 мужчин и 13 женщин). Среди 115 неактивных 40 человек были учениками или студентами, 60 — пенсионерами, 15 были неактивными по другим причинам.